# Artur Ważny
Artur Ważny (Rzeszów, 12 ottobre 1966) è un vescovo cattolico polacco, dal 23 aprile 2024 vescovo di Sosnowiec.

## Biografia
Artur Ważny è nato a Rzeszów il 12 ottobre 1966 da Stanisław e Alicja (nata Filipek).

### Formazione e ministero sacerdotale
Ha studiato presso la scuola secondaria generale "Tadeusz Kościuszko" di Ropczyce  e nel 1985 ha superato l'esame di maturità. Dal 1985 al 1991 ha studiato filosofia e teologia presso il seminario maggiore di Tarnów. Ha conseguito la licenza in teologia pastorale presso l'Università Cardinale Stefan Wyszyński di Varsavia.
Il 25 maggio 1991 è stato ordinato presbitero per la diocesi di Tarnów nella cattedrale diocesana da monsignor Józef Mirosław Życiński, vescovo di Tarnów. In seguito è stato vicario parrocchiale della parrocchia della Madonna Addolorata a Limanowa dal 1991 al 1995 e della parrocchia della Beata Vergine Maria Regina della Polonia nel quartiere di Mościce a Tarnów dal 1995 al 1999. Nel 1998 è divenuto cappellano accademico a Tarnów e nel 2003 cappellano accademico diocesano. È stato anche parroco della parrocchia della Beata Vergine Maria Regina della Polonia nel quartiere di Mościce a Tarnów dal 2007 al 2014. Nella curia diocesana di Tarnów ha prestato servizio come direttore del dipartimento di pastorale giovanile dal 1998 al 2007, di quello per la pastorale universitaria dal 2003 e di quello per la nuova evangelizzazione dal 2014 al 2019.
Nel 2010 è stato nominato esorcista diocesano e nel 2019 padre spirituale dei sacerdoti della diocesi di Tarnów, direttore dell'unione apostolica dei sacerdoti di quella diocesi e direttore dell'ufficio per la formazione permanente del clero. È stato anche assistente ecclesiastico del corso Alpha della diocesi e dell'Associazione della Scuola della Nuova Evangelizzazione "San Giuseppe" di Tarnów e poi anche direttore della stessa.
È stato anche membro della commissione diocesana per la predicazione, della commissione preparatoria del V sinodo della diocesi di Tarnów, della commissione per l'evangelizzazione, del consiglio presbiterale, del consiglio pastorale diocesano e del consiglio amministrativo della Fondazione "Arcivescovo Jerzy Ablewicz". Il 25 dicembre 2017 è diventato canonico e custode del capitolo collegiale di San Matteo Apostolo ed Evangelista a Mielec.
Con l'intento di evangelizzare i giovani, ha organizzato il Festival cinematografico "Vitae Valor" e la Przegląd Filmów Norweskich, è stato co-conduttore della trasmissione "Na strychu" su radio RDN e ha fatto parte della redazione della rivista "Winda" (supplemento del settimanale "Droga"). È stato cappellano dei funzionari del governo locale di Tarnów e guardiano della Comunità degli Uomini di San Giuseppe a Tarnów. Ha assunto la funzione di coordinatore diocesano del movimento del Rinnovamento nello Spirito Santo, ha partecipato agli incontri di Chiesa domestica e a incontri matrimoniali. È stato uno dei co-fondatori della comunità delle coppie sterili a Cracovia, ha istituito un ministero pastorale per le unioni non sacramentali nella diocesi e ha co-organizzato ritiri per persone che avevano abortito.

### Ministero episcopale
Il 12 dicembre 2020 papa Francesco lo ha nominato vescovo ausiliare di Tarnów e titolare di Mazaca. Ha ricevuto l'ordinazione episcopale il 30 gennaio successivo nella chiesa parrocchiale della Beata Vergine Maria Regina della Polonia nel quartiere di Mościce a Tarnów dal vescovo di Tarnów Andrzej Jeż, co-consacranti l'arcivescovo Salvatore Pennacchio, nunzio apostolico in Polonia, e l'arcivescovo metropolita di Lublino Stanisław Budzik. Come motto ha scelto l'espressione "Patris corde", titolo dell'omonima lettera apostolica di papa Francesco, pubblicata l'8 dicembre 2020, giorno in cui a monsignor Ważny era stata comunicata la nomina a vescovo.
Il 23 aprile 2024 lo stesso pontefice lo ha nominato vescovo di Sosnowiec. Ha preso possesso della diocesi l'8 maggio successivo. Il 22 giugno ha fatto il suo ingresso solenne in diocesi con una cerimonia tenutasi nella basilica cattedrale dell'Assunzione della Beata Vergine Maria a Sosnowiec.
In seno alla Conferenza episcopale polacca è presidente del team per la nuova evangelizzazione presso la commissione per la pastorale dal 18 novembre 2021  e membro del consiglio per la pastorale giovanile.
Commenta il Vangelo nel programma televisivo per bambini Ziarno, trasmesso la domenica mattina sul canale TVP ABC.

## Genealogia episcopale
La genealogia episcopale è:
- Cardinale Scipione Rebiba
- Cardinale Giulio Antonio Santori
- Cardinale Girolamo Bernerio, O.P.
- Arcivescovo Galeazzo Sanvitale
- Cardinale Ludovico Ludovisi
- Cardinale Luigi Caetani
- Cardinale Ulderico Carpegna
- Cardinale Paluzzo Paluzzi Altieri degli Albertoni
- Papa Benedetto XIII
- Papa Benedetto XIV
- Papa Clemente XIII
- Cardinale Enrico Benedetto Stuart
- Papa Leone XII
- Cardinale Chiarissimo Falconieri Mellini
- Cardinale Camillo Di Pietro
- Cardinale Mieczysław Halka Ledóchowski
- Cardinale Jan Maurycy Paweł Puzyna de Kosielsko
- Arcivescovo Józef Bilczewski
- Arcivescovo Bolesław Twardowski
- Arcivescovo Eugeniusz Baziak
- Papa Giovanni Paolo II
- Arcivescovo Wiktor Paweł Skworc
- Vescovo Andrzej Jeż
- Vescovo Artur Ważny